# 伊西多爾·考夫曼
伊西多爾·考夫曼 （匈牙利語：Kaufman(n) Izidor，希伯來語：‎，1853年3月22日—1921年）是奥匈帝国画家，出生於匈牙利王国阿拉德。其父母是匈牙利猶太人。考夫曼的繪畫作品大多與猶太人有關。他曾前往东欧寻找哈西迪猶太人的生活场景。1921年，考夫曼在維也納去世。